# Estación de INEFC
La estación de INEFC del metro de Barcelona, será una estación de la línea 2 que estará situada al lado del edificio del INEFC. La estación estará equipada con ascensores y escaleras mecánicas. Su inauguración está pospuesta para más allá de 2030.
| << cabecera | < estación | línea  | estación >  | cabecera >>           |
| ----------- | ---------- | ------ | ----------- | --------------------- |
| Metro       |            |        |             |                       |
| Aeroport T1 | Foc        | (20??) | Fira 1-MNAC | Badalona Pompeu Fabra |